# 台北南星
台北南星（学名：Arisaema taihokense）为天南星科天南星属的植物，是台灣的特有植物。分布于台灣本島，目前尚未由人工引种栽培。